# Galgupha ovalis
Galgupha ovalis är en insektsart som beskrevs av Hussey 1925. Galgupha ovalis ingår i släktet Galgupha och familjen glansskinnbaggar. Inga underarter finns listade i Catalogue of Life.